# Planeta estèril
Un planeta estèril és un tipus de planeta terrestre que manca de vegetació (d'on ve el terme 'estèril'), és sec i en general compta amb poca o cap atmosfera. La superfície d'aquests planetes està esquitxada de formacions geològiques amb característiques corrents, com a muntanyes, canons, altiplans i cràters. Els planetes estèrils solen ser geològicament inactius i tenen un camp magnètic feble o directament inexistent. En el sistema solar, Mercuri i Mart són planetes estèrils, i la Terra podria arribar a ser-ho una vegada que els oceans i la vegetació desapareguin en uns mil cinc-cents milions d'anys, a conseqüència de l'expansió i escalfament del Sol. És molt probable que tots els planetes amb una massa inferior a la Terra i/o excessivament propers als seus estels siguin estèrils, ja que manquen d'una atracció gravitatòria intensa que eviti la fugida de la seva atmosfera o estan massa exposats als vents estel·lars de la seva estrella (que poden despullar-los d'ella).
Hi ha probables candidats a planetes extrasolars estèrils. Els planetes terrestres orbitant al voltant de púlsars, tres d'ells entorn de PSR B1257+12, són probablement estèrils, a causa de la seva condició extremadament inhòspita per a la vida i a una possible absència d'atmosfera.

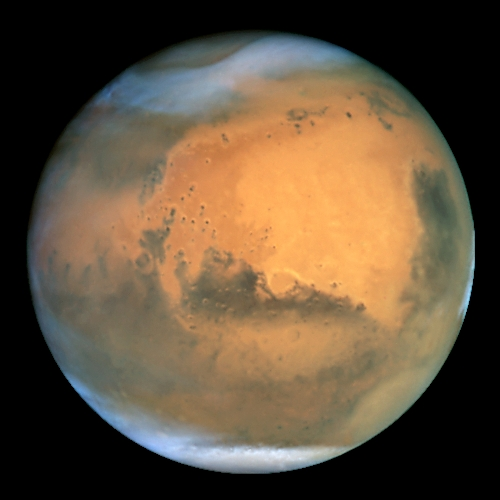
Mart
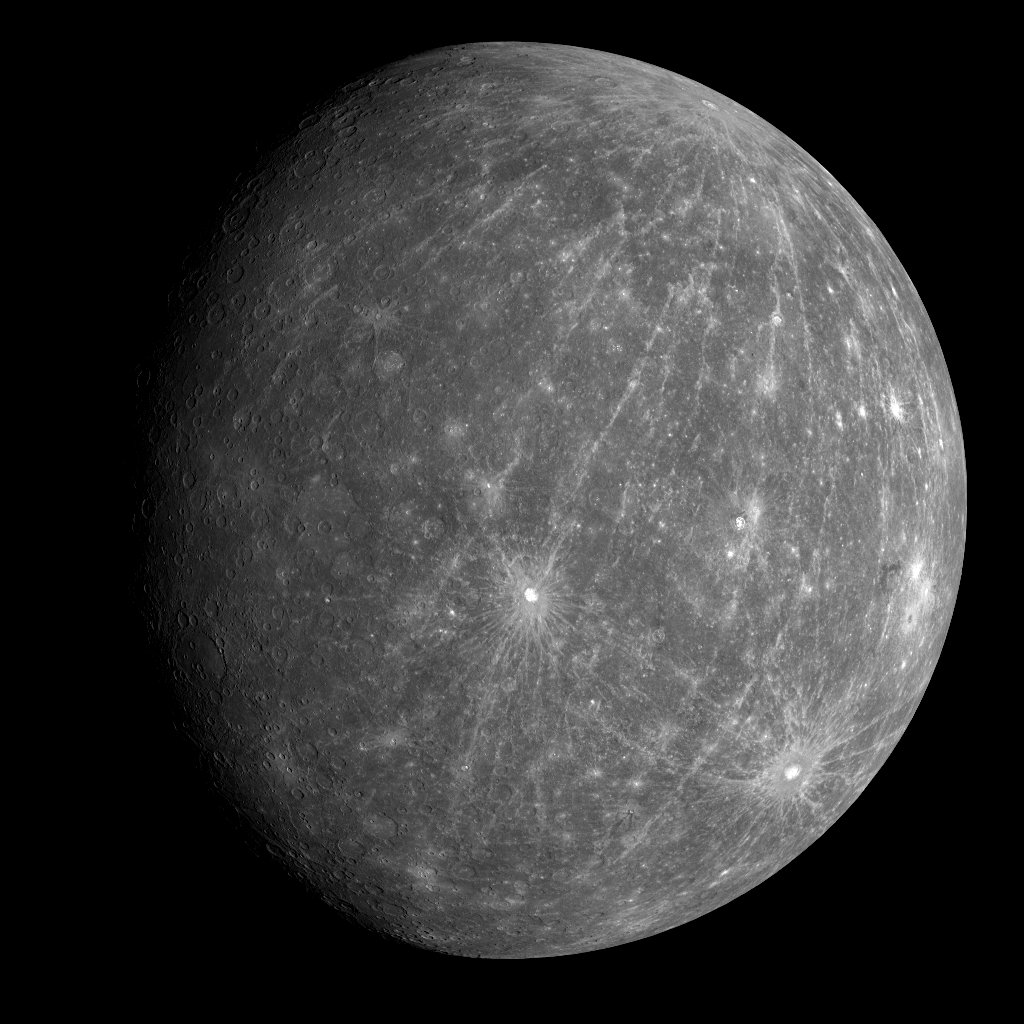
Mercuri
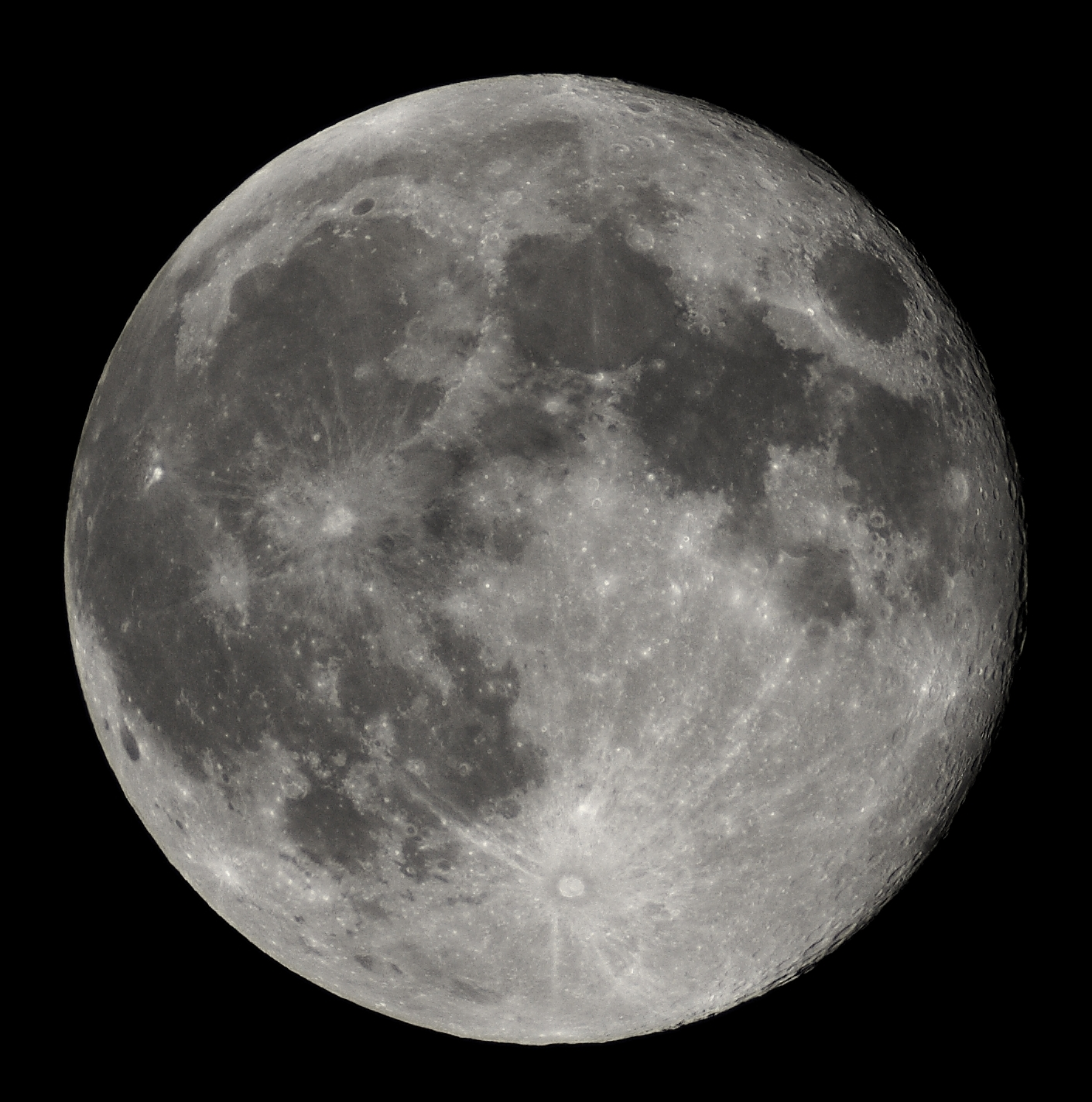
Lluna
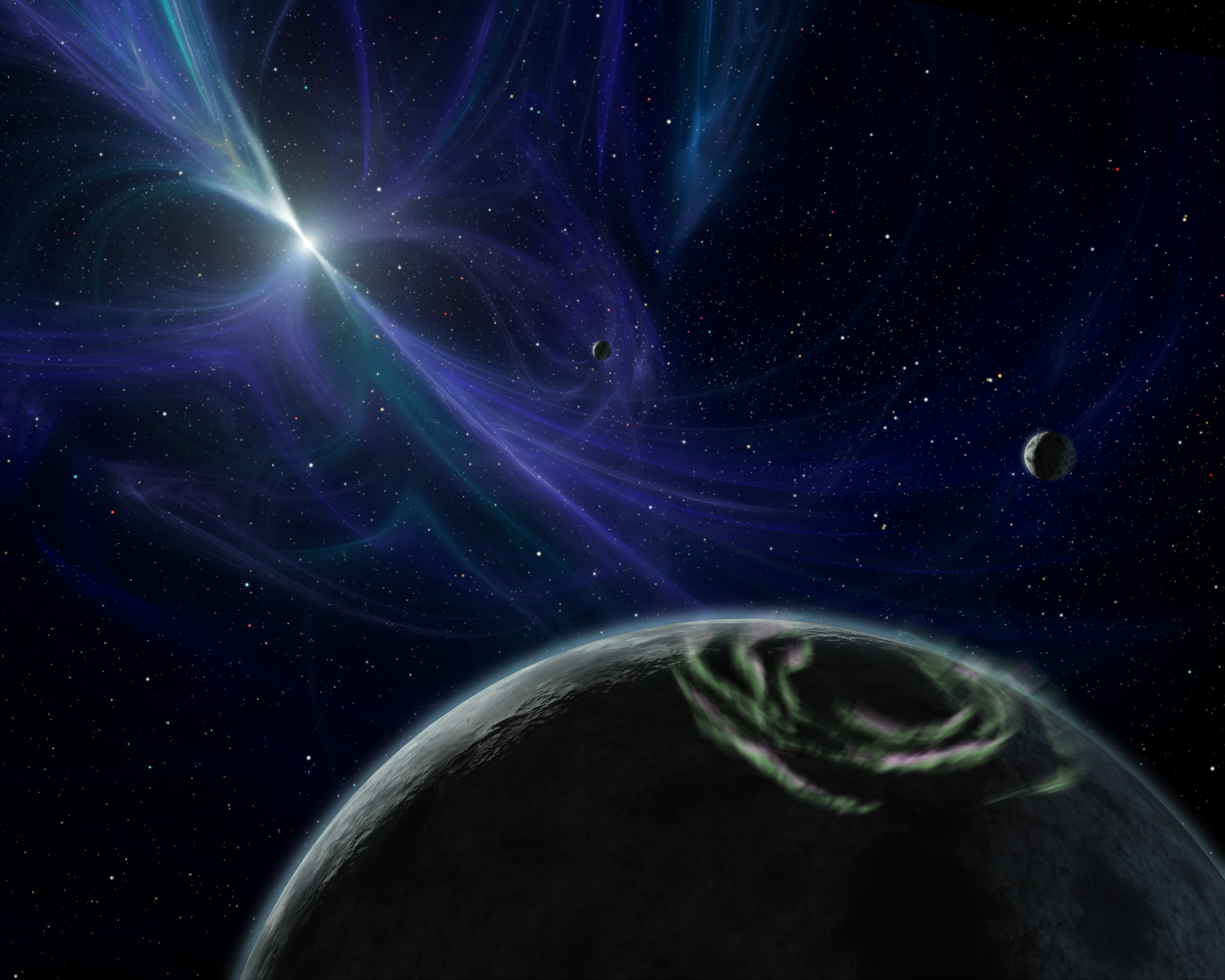
PSR B1257+12